# James Anderson de Hermiston
James Anderson FRSE FSA(Scot) (Hermiston, Edimburgo, 17 de janeiro de 1739 – West Ham, Essex, 15 de outubro de 1808) foi um agricultarista, jornalista e economista escocês. Membro da Sociedade Filosófica de Edimburgo, Anderson foi uma figura proeminente do Iluminismo Escocês. Inventou o arado escocês.

## Juventude
Anderson nasceu em Hermiston, um subúrbio de Edimburgo, e foi educado na Escola de Ratho e na Universidade de Edimburgo. Quando tinha quinze anos de idade, após a morte de seus pais, assumiu o trabalho da fazenda, que sua família possuía há várias gerações.

## Família
Em 1768, Anderson se casou com Margaret Seton (morta em 1788), e assumiu a administração de uma fazenda em Aberdeenshire de 1 300 acres (5,3 km²). Tiveram treze filhos.

## Teórico da Economia
Alguns historiadores acreditam que Anderson foi a fonte inspiradora para a crítica da agricultura capitalista de Karl Marx. Em 1777, Anderson publicou An Enquiry into the Nature of the Corn Laws, no qual introduziu o que viria a ser a teoria da oferta de arrendamento malthusiana/ricardiana. Na visão de Marx, o modelo original de Anderson era muito superior ao da variante mais tarde oferecida pelos economistas clássicos Thomas Malthus e David Ricardo, uma vez que ela dava grande ênfase à possibilidade do contínuo aperfeiçoamento agrícola.
O arrendamento, argumentou Anderson, era um preço para o uso do solo mais fértil. Os solos menos férteis no cultivo geravam uma renda que simplesmente cobriam os custos de produção, enquanto que os solos mais férteis recebiam um "determinado prêmio por um privilégio exclusivo para cultivá-los; que seria maior ou menor de acordo com a maior ou menor fertilidade do solo. É este prêmio que constitui o que hoje chamamos de aluguel; um meio através do qual a despesa (sic) de cultivar solos de graus muito diferentes de fertilidade pode ser reduzida para uma perfeita qualidade". Para Malthus e Ricardo esta renda diferencial era obtida na produtividade natural do solo independentemente da influência humana. Anderson, porém, insistiu que a melhoria contínua do solo era possível e que a produtividade do solo menos fértil poderia aumentar até um nível em que estaria muito próximo ao da terra mais fértil, mas também que o inverso seria verdadeiro e os seres humanos poderiam degradar o solo. Quando surgem problemas de fertilidade na agricultura, por Anderson isto era consequência da falta de adoção de práticas agrícolas racionais e sustentáveis. Argumentou que, uma vez que a terra na Inglaterra era cultivada por agricultores capitalistas, isto gerava obstáculos à agricultura racional, já que o agricultor tende a evitar todas as melhorias, o retorno total para os quais não seria recebido durante a vigência do contrato de locação.
A crítica de Marx em relação à agricultura capitalista se baseou em análises de Anderson, que insistia que a fertilidade do solo era uma questão histórica, e que a fertilidade poderia melhorar ou piorar. A irracionalidade da agricultura capitalista, argumentou ele, estava ligada ao antagonismo entre a cidade e o campo, do qual a sociedade burguesa tinha surgido.

## Editor
Em 1783 Anderson se estabeleceu em Edimburgo. Em 1791 deu início a uma publicação semanal chamada The Bee, que foi em grande parte escrita por ele mesmo, e das quais dezoito volumes foram publicados. Em 1797 mudou-se para Isleworth, e de 1799 até 1802, produziu uma publicação mensal, Recreations in Agriculture, Natural History, Arts and Miscellaneous Literature. Foi também autor de muitos panfletos sobre temas agrícolas e econômicos, sob vários pseudônimos, incluindo Agricola, Germanicus, e Timothy Hairbrain. Uma de suas primeiras publicações foi A Practical Treatise on Chimneys (1776). Era amigo de Jeremy Bentham, e se envolveu na ideia deste último de uma prisão ideal ou Pan-óptico. Anderson também se correspondeu com George Washington.

## Inventor
O engenheiro James Green responsável pela construção de parte do primeiro canal com elevador de barcos, creditou a sua invenção ao Dr. James Anderson.

## Títulos
Em 1780 Anderson recebeu um LLD (doutorado honorário em Direito) da Universidade de Aberdeen.